# ساختمان اداره فلاحت سابق رامسر
اداره فلاحت سابق مربوط به دوره پهلوی اول است و در رامسر، انتهای غربی بلوار مطهری واقع شده و این اثر در تاریخ ۱۸ اردیبهشت ۱۳۸۰ با شمارهٔ ثبت ۳۷۸۴ به‌عنوان یکی از آثار ملی ایران به ثبت رسیده است.